# King City (Oregon)
King City è una città degli Stati Uniti d'America situata nell'Oregon, nella Contea di Washington.